# Héctor Rondón
Héctor Luis Rondón (26 de febrero de 1988) es un lanzador venezolano de béisbol profesional que juega para los Philadelphia Phillies de las Grandes Ligas. Anteriormente jugó con los Chicago Cubs, con quienes debutó en 2013, los Houston Astros y los Arizona Diamondbacks. Se desempeña principalmente como relevista.
En Venezuela pertenece a los Leones del Caracas.

## Carrera profesional

### Cleveland Indians
Rondón fue firmado por los Indios de Cleveland como agente libre internacional. En 2010 se sometió a la cirugía Tommy John y se fracturó el codo en 2011.

### Chicago Cubs
Rondón fue selccionado por los Cachorros de Chicago en el draft de regla 5 de 2012. Formó parte de la plantilla de los Cubs en el día inaugural de la temporada 2013, y debutó el 3 de abril.
Luego de que el cerrador José Veras presentara problemas a inicios de 2014, Rondón fue nombrado el nuevo cerrador.
En los entrenamientos primaverales de 2015, el nuevo mánager Joe Maddon ratificó a Rondón como el cerrador del equipo para la temporada 2015. Con la adición de Aroldis Chapman a finales de julio de 2016, Rondón fue movido al rol de preparador. Finalizó el 2016 con marca de 2-3 y 3.53 de efecividad en 54 apariciones. Los Cachorros ganaron la Serie Mundial de 2016 ante los Indios de Cleveland, terminando con la sequía de títulos de 108 años que arrastraba el club.

### Houston Astros
Luego de convertirse por primera vez en agente libre al finalizar la temporada 2017, el 15 de diciembre de 2017 Rondón fue firmado por los Astros de Houston a un contrato de dos años y $8,5 millones.

### Arizona Diamondbacks
El 9 de enero de 2020, Rondón llegó a un acuerdo con los Diamondbacks de Arizona por un año y $3 millones. En la temporada acortada por la pandemia de COVID-19, registró una efectividad de 7.65 y 23 ponches en 20 entradas lanzadas como relevista.

### Philadelphia Phillies
El 2 de febrero de 2012, Rondón firmó un contrato de ligas menores con los Filis de Filadelfia y fue invitado a los entrenamientos primaverales.